# Suzuki GSR 750
Suzuki GSR 750 – japoński motocykl typu naked bike produkowany przez firmę Suzuki od 2011 do 2016 roku.

## Dane techniczne/Osiągi
Silnik: R4

Pojemność silnika: 749 cm³

Moc maksymalna: 106 KM/10000 obr./min

Maksymalny moment obrotowy: 80 Nm/9000 obr./min

Prędkość maksymalna: 225 km/h

Przyspieszenie 0-100 km/h: 3,3 s